# The Evil Jeanius
The Evil Jeanius es un álbum de estudio colaborativo del dúo estadounidense de producción de hip hop Blue Sky Black Death y la rapera estadounidense Jean Grae. Fue lanzado por Babygrande Records el 30 de septiembre de 2008.
El álbum fue controvertido porque Babygrande tomó la voz de Jean Grae sin su permiso y ella desconocía en gran medida el proyecto hasta que se anunció. Años más tarde, Jean Grae respondió a una pregunta sobre el álbum escribiendo: "Fue una mierda de hacer. A la mierda, babygrande".

## Recepción crítica
Michael Kabran de PopMatters le dio al álbum 4 estrellas de 10 y dijo: "El álbum carece de cohesión y parece un mixtape irregular, ensamblado sin una contribución activa de todas las partes". Mientras tanto, Ben Meredith de URB dio la álbum 4 estrellas de 5, llamándolo "un poderoso álbum de hip-hop, extraordinariamente ecléctico y un verdadero placer de la colaboración de Jean Grae / Blue Sky Black Death".

## Lista de canciones
| N.º | Título                              | Duración |  |
| 1.  | «Shadows Forever»                   | 3:37     |  |
| 2.  | «Ahead of the Game» (con Blacastan) | 4:05     |  |
| 3.  | «Strikes»                           | 4:00     |  |
| 4.  | «Threats» (con Chen Lo)             | 4:06     |  |
| 5.  | «Away with Me»                      | 3:51     |  |
| 6.  | «Even on Your Best Day»             | 3:23     |  |
| 7.  | «Take It Back»                      | 3:00     |  |
| 8.  | «Lights Out»                        | 3:33     |  |
| 9.  | «Nobody'll Do It for You»           | 2:53     |  |
| 10. | «It's Still a Love Song»            | 5:04     |  |